# Classe Riachuelo
A Classe Riachuelo é uma família de submarinos de propulsão diesel-elétrica, derivados dos submarinos franceses Classe Scorpène, que estão em processo de construção, no âmbito do programa PROSUB, da Marinha do Brasil.
O S Riachuelo (S-40), primeiro da série, foi incorporado à armada em setembro de 2022.

## Histórico
Em 2009, a Marinha do Brasil lançou o PROSUB, dentro da Estratégia Nacional de Defesa, tendo em vista o desejo de dominar a produção de submarinos convencionais e nucleares. O início se deu com uma parceria com a empresa francesa DCNS, atualmente Naval Group, fabricante dos submersíveis da Classe Scorpène. 
A armada brasileira construiu um moderno estaleiro em Itaguaí, na Região Metropolitana do Rio de Janeiro, com o propósito inicial de construir cinco submarinos, sendo quatro convencionais e um nuclear, os quais substituirão a atual frota das classes Tupi e Tikuna. Além disso, o complexo tem a capacidade de manter e reparar embarcações, incluindo de outros tipos e nações. 
O escopo da Marinha é a proteção da chamada "Amazônia Azul", território marítimo brasileiro que compõe uma área de 4,5 milhões de quilômetros quadrados. 
Ainda há a previsão de se adquirir uma embarcação especializada em operações de busca e salvamento de submarinos.

## Características
| Deslocamento | 1.870 toneladas e 2.200 toneladas submerso                                                    |
| Comprimento  | 71,6 metros                                                                                   |
| Diâmetro     | 6,2 metros                                                                                    |
| Calado       | 5,5 metros                                                                                    |
| Boca         | 6,2 metros                                                                                    |
| Propulsão    | 4 x Motores Diesel MTU 16V 396 SE84 (2990cv/hp), 1 x Motor elétrico Jeumont Schneider (2.8MW) |
| Velocidade   | 20 nós (máxima)                                                                               |
| Autonomia    | 70 dias no mar, 13.000 milhas a 8 nós; pode navegar 400 milhas a 4 nós sem usar o snorkel     |
| Profundidade | 300 metros (máxima)                                                                           |
| Armamento    | 18 torpedos de 533 mm; 6 tubos lançadores; 8 mísseis Exocet SM 39                             |
| Tripulação   | 35                                                                                            |

## Unidades
Ao todo serão quatro embarcações.
- S Riachuelo (S-40) - Líder de classe, seu lançamento ao mar ocorreu em Itaguaí, no dia 14 de dezembro de 2018, sendo comissionado em 1 de setembro de 2022[9]
- S Humaitá (S-41) - lançado no dia 11 de dezembro de 2020 e comissionado em 12 de janeiro 2024.[10]
- S Tonelero (S-42) - lançado no dia 27 de março de 2024, em período de testes .[11]
- S Angostura (S-43) - Previsão de lançamento para 2025.[11]

## ClasseÁlvaro Alberto
Encontra-se em construção o primeiro submarino brasileiro com propulsão nuclear, o SN Alváro Alberto (SN-10), com o lançamento previsto para 2028 e comissionamento para 2032.